# Інвалідний візок

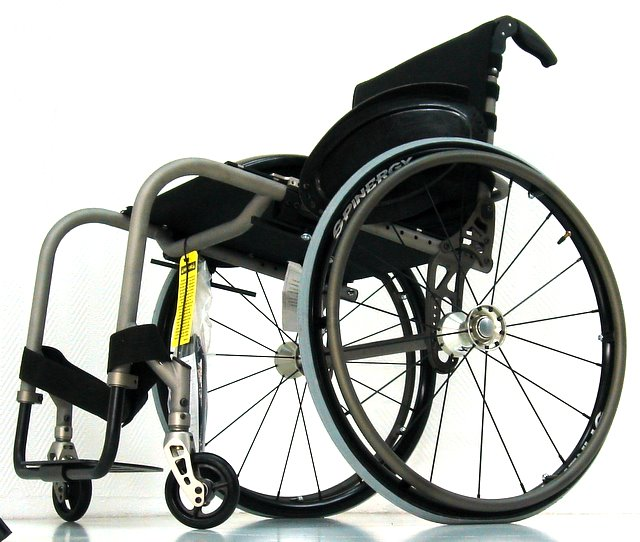
Сучасний активний інвалідний візок

Інвал́ідний віз́ок або колісне крісло — технічний колісний засіб пересування, призначений для маломобільних людей з інвалідністю. За способом урухомлення розрізняють: візки, якими рухає двигун, і візки з ручним приводом (якими рухає людина, обертаючи колеса); також можливе переміщення візка іншою особою.

## Історія

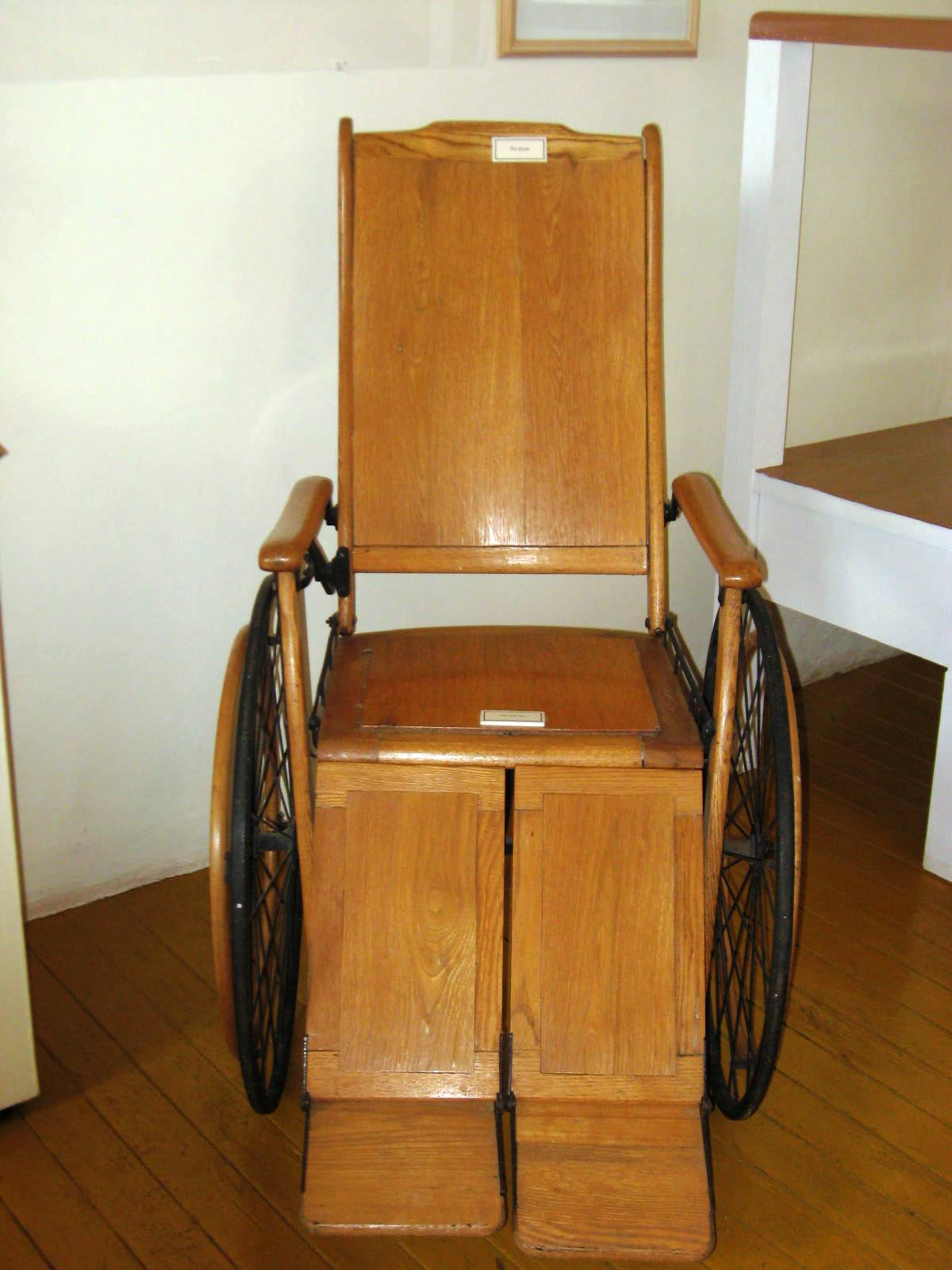
Дерев'яний візок (перша половина ХХ ст.)

Найдавніша згадка про візок датується VI століттям. Це було зображення на сланцевому камені в Китаї. Відтак згадки про візок зустрічаються під час німецького Відродження, коли європейці починають виробляти крісла на коліщатах.
У 1655 році Стефан Фарффлер, 22-річний годинникар з паралічем, побудував перше у світі самохідне крісло на триколісному шасі, використовуючи систему кривошипів і зубчастих коліс. Однак пристрій більше нагадував ручний велосипед, ніж інвалідний візок, оскільки конструкція включала руків'я, встановлені на передньому колесі.
Більш-менш схожі на сучасні відповідники візки з'явилися 1760 року.[джерело?]
Перший легкий (зі сталевих трубок) візок сконструювали у 1932 році Гаррі Дженнінґс та його приятель з інвалідністю Герберт Еверест. Обидва побачили комерційний потенціал винаходу і згодом стали першими масовими виробниками інвалідних візків «Еверест і Дженнінґс».

## Різновиди
З-поміж візків із ручним приводом виокремлюють такі види:
- базові інвалідні візки для оселі й вулиці
- візки з важільним приводом
- інвалідні візки з високою спинкою
- активні інвалідні візки
- дитячі інвалідні візки
- спортивні інвалідні візки
- інвалідні візки з санітарною посудиною
- інвалідні візки для дітей з ДЦП[джерело?]

## Доступність середовища
Більшість сучасних візків мають двоє великих задніх коліс і два невеликі коліщата спереду. Такий візок потребує для розвороту простору 1,5×1,5 м. При прямолінійному русі простір для комфортного руху візком — 0,9÷1,2 м. Нахил поверхні доріжки не повинен перевищувати 1:20, нахил пандуса — 1:12 (8 %). Найвужчими місцями, які можуть становити нездоланну перешкоду для особи у візку, є входи до будинків, двері ліфтів, сходи, бордюри, турнікети, тісні санвузли, конструкція транспортних засобів. Деякі незручності створюють також пороги, елементи малих архітектурних форм, відсутність поручч. Також певні обмеження накладають зони досяжності, — адже особа у візку не може досягти якийсь предмет на верхніх полицях, відчинити кватирку вікна чи зафіксовану половину дверей, скористатись електричною розеткою у вузькому місці чи вішаком. В Україні затверджені загальнообов'язкові будівельні норми і правила, які передбачають безперешкодний доступ людей з особливими потребами до елементів інфраструктури. Щоправда, на практиці будівельники часто нехтують цими вимогами.

### Україна
На 2019 рік за даними ООН в Україні  1,7 млн людей з обмеженим можливостями. ООН, та інші організації відзначають вкрай низьку доступність міського середовища для таких людей. Так йде мова що у 2013 році 48% держустанов були недоступні. Існують різного рівня документи щодо організації доступності середовища  та програми , проте, загальний рівень доступності все ще нижче середнього рівня.

## Відомі користувачі візків
- Стівен Гокінг — фізик-теоретик, філософ
- Крістофер Рів — актор, виконавець ролі Супермена
- Франклін Рузвельт — 32-й Президент США
- Вольфґанґ Шойбле — німецький політик
- Френк Вільямс — діяч Формули-1
- Джанклаудіо Реґаццоні — пілот Формули-1
- Філіпп Стрейфф — пілот Формули-1
- Вейн Рейні — американський мотогонщик
- Іван Павло ІІ — Папа Римський
- Рік Гансен — діяч паралімпійського руху з Канади

### Відео
- Спробуй як я | Інвалідний візок 2018, youtube, 13хв 41сек
- Новаторська система керування інвалідним візком, що "глибоко пов'язана із почуттям свободи". Відео [Архівовано 19 січня 2021 у Wayback Machine.] 2017, youtube, 1хв 11сек
- Амос Вінтер: дешевий всюдихідний інвалідний візок [Архівовано 6 вересня 2015 у Wayback Machine.] Реклама
- Види інвалідних колясок. Архів оригіналу за 22 вересня 2020. РЕКЛАМА
- Особливості вибору інвалідного візка [Архівовано 29 липня 2016 у Wayback Machine.] РЕКЛАМА

| Медицина | Це незавершена стаття з медицини. Ви можете допомогти проєкту, виправивши або дописавши її. |